# 大野しげひさ
大野 しげひさ（おおの しげひさ、1940年1月15日 - ）は、日本の俳優、タレント、司会者で、現在は番組制作会社・グリーンプロモーション の社長。本名は大野薫久（読み方は同じ）。血液型A型。身長170cm、体重68kg。3人兄妹（妹2人）の長男。

## 来歴・人物
長野県松本市出身。中央大学高等学校中退。
バイタリティーあふれるキャラクターが持ち味。『走れ!ケー100』の伊賀山紋太、『がんばれ!!ロボコン』の大山新太郎（お父さん）役、『びっくり日本新記録』の司会などで一世を風靡した。CMでも活躍し、中でもシヤチハタは長年にわたって出演をした。その後芸能プロダクション『グリーンプロモーション』の面倒を見てくれないかという話があったことから、同社の業務に専念、水野美紀、宮澤寿梨（元ねずみっ子クラブ）を育てたが、1995年に事務所をいったん閉鎖し、休眠会社となる。その際水野はバーニングプロダクションへ、宮澤はエービーシープロジェクト（のちジョイメーカー）に移籍した。事務所はその後事業を再開し、現在は制作会社としての業務をおこなっている。
近年はタレント業を見るのは少ないが、1970〜1980年代前半は司会が出来る役者として多くの出演があった。
事務所の経営などで多忙を極めているため、特番・テレショップ番組など滅多なことがない限り、タレント活動はセーブしている。

## 出演

### テレビ番組
報道・情報・ワイドショー・スポーツ関連番組
| 期間         | 期間          | 番組名                                        | 役職                           |
| ------------ | ------------- | --------------------------------------------- | ------------------------------ |
| 1969年7月    | 1972年9月     | アフタヌーンショー（NET） ※現：テレビ朝日     | サポート司会                   |
| 1975年4月5日 | 時期不明      | テレビ三面記事 ウィークエンダー（日本テレビ） | リポーター                     |
| 1979年4月1日 | 1984年3月25日 | びっくり日本新記録（YTV）                     | 司会                           |
| 1981年4月    | 1982年3月     | おはようテレビ朝日（テレビ朝日）              | 司会                           |
| 1983年4月3日 | 1983年6月     | サントリー スポーツ天国（フジテレビ)          | 『やじうまデータコーナー』担当 |

バラエティ・クイズ関連・トーク番組・その他
- 走れ!ケー100（TBS、C.A.L） - 伊賀山紋太 役
- 23時ショー（NET） - 月曜日司会
- マゴベエ探偵団（NBN） - 司会 兼 マゴベエ 役
- がんばれ!!ロボコン（NET、東映） - 大山新太郎 役
- びっくり大集合（東京12チャンネル（現：テレビ東京））- 司会

UFO、ミイラ、怪奇現象、心霊写真の番組
- 徹子の部屋（テレビ朝日） - 1995年7月4日放送分ゲスト出演
- クイズアクション（NET） - 司会
- 明色お笑いゲーム合戦→明色新・お笑いゲーム合戦（毎日放送） - 司会
- 超特急ファミリーマッチ（東海テレビ） - 2代目司会（初代は青空千夜・一夜）
- まるごとハワイへチャンスクイズ（東海テレビ） - 司会
- 早見優のアメリカンキッズスペシャル（中京テレビ） - 出演者

### その他
- トミー プラレール たのしい電車の世界 - 運転士さん 役

## 映画
- とめてくれるなおっ母さん（1969年）
- ひばり・橋の花と喧嘩（1969年）
- でっかいでっかい野郎（1969年）
- 喜劇 婚前旅行（1969年）
- 猛烈社員 スリゴマ忍法（1969年）
- 東京ド真ン中（1974年）
- ロボコンの大冒険（1976年）- 大山新太郎
- インターミッション(2013年)[3]。- 映画館の観客シゲヒサ

## 舞台
- サザエさん（1975年1月31日〜2月25日、1978年8月1日〜23日、新宿コマ劇場） - フグ田マスオ 役

## CM
- サントリーレッド（1969年頃）
- シヤチハタ
- 明治製菓（現・明治） スナックあられ
- 電電公社（現・NTT）（1979年）
- 日清食品 出前一丁（1980年）
- 石井食品 イシイのハンバーグ（1984年）
- アートネイチャー（倉持明と共演）
- 東鳩製菓 クッキー45（1986年）
- 宮坂醸造 神州一味噌だし入り味じまん（1988年頃）
- マイムジャパン
- 京都インバン[4][5]（1989年）
- 高崎ハム→JA高崎ハム
- セレモアつくば
- ミツハシライス（1989年頃）
- ソラチ ジンギスカンのたれ（北海道のローカルCM）
- ブルボン ゼリーシリーズ（2010年）

## レコード
- 橋を渡って出て行く人は / 俺とお前（東宝レコード）作詞：阿久悠、作曲：鈴木邦彦